# Coux, Charente-Maritime

Coux este o comună în departamentul Charente-Maritime, Franța. În 1 ianuarie 2022 avea o populație de 484 de locuitori.